# Tanzan Išibaši
Tanzan Išibaši, rodným jménem Seizó Išibaši (25. září 1884 – 25. dubna 1973) byl japonský politik a novinář. V letech 1956–1957 byl premiérem Japonska. V letech 1946-1947 ministrem financí.

## Život
Před válkou pracoval v deníku Tojo Keizai Šimpo (Východní ekonomický deník). Po válce se zapojil do politického života. Zpočátku spolupracoval s Japonskou socialistickou stranou, v jejímž poválečném kabinetu seděl. Později vstoupil do Liberální demokratické strany, jejímž se stal roku 1956 předsedou, a za niž se stal i premiérem. Musel však velmi brzy odstoupit kvůli zdravotním potížím. Potom ve straně oponoval svému silně konzervativnímu nástupci Nobusuke Kišimu.